# Cristina De Pietro
Cristina De Pietro (Aulla, 19 aprile 1957) è una politica italiana.

## Biografia
Nata ad Aulla (Massa-Carrara), ma residente a Genova.
Alle elezioni politiche del 2013 viene candidata al Senato della Repubblica, nella circoscrizione Liguria come capolista del Movimento 5 Stelle, venendo eletta senatrice.
Nella XVII legislatura fa parte della 3ª Commissione Affari esteri, emigrazione, di cui è stata anche segretaria, della Delegazione parlamentare italiana presso l'Assemblea parlamentare della NATO e, infine, della delegazione italiana all'Assemblea parlamentare dell'Organizzazione per la sicurezza e la cooperazione in Europa (OSCE).
L'8 ottobre 2014, in polemica con la linea politica del Movimento 5 Stelle, lo abbandona e passa al Gruppo misto.
Il 30 novembre 2016 aderisce alla Federazione dei Verdi, costituendo la rispettava componente all'interno del Gruppo misto. Il 18 ottobre abbandona i Verdi, rimanendo quindi come indipendente nel gruppo misto.
Il 6 dicembre 2017 abbandona il gruppo misto e aderisce ufficialmente a Forza Italia.
Non è ricandidata alle elezioni politiche del 2018.